# 轉售權
轉售權（Resell rights or Resale rights）又稱轉賣權，是一種售權給顧客轉售其產品的權力。這是美國網路行銷當中一項常見的獲利模式。舉例來說，當顧客購買擁有轉售權的電子書或軟體後，他可以自行販售這項產品，並且保有所有的利潤。無須向原作者支付任何版稅或費用。
這種商業模式最大的優點解決了想要從事網路創業的人沒有產品的困境，但是同時也有一些缺點，例如顧客免費將轉售權產品送人，導致獲利消失，或者放到拍賣網站上去賣，也會讓其他擁有這項產品轉售權的人失去利潤。
轉售權又有分成三種：
1.基本轉售權（Basic Resell rights）：
就是顧客只能原封不動的將產品轉售給他人，不得更改產品內容與作者姓名，亦不得販賣給他人這項產品的轉售權。
2.特級轉售權（Master Resell rights）：
顧客不得更改產品內容與作者姓名，但是可以販賣給他人這項產品的轉售權。
3.私有商標權（Private Label Right）：
縮寫為PLR。你可以更改作者為你自己的名字，並且更改該產品內的所有內容，包含更改該產品名稱。有時候作者會加上「你不能銷售私有商標權給他人。」這項限制。